# 香川県立中央病院
香川県立中央病院（かがわけんりつちゅうおうびょういん）は、香川県高松市朝日町一丁目にある県立の医療機関。県内最大床数を有する総合病院である。

## 診療科目
- 内科
  - 神経内科
  - 呼吸器内科
  - 消化器内科
  - 循環器内科
- 小児科
- 外科
  - 整形外科
  - 形成外科
  - 脳神経外科
  - 呼吸器外科
  - 心臓血管外科
  - 小児外科
- 皮膚科
- 泌尿器科
- 産婦人科
- 眼科
- 耳鼻咽喉科
- リハビリテーション科
- 放射線科
- 歯科
- 歯科口腔外科
- 麻酔科

## 沿革
かつて番町五丁目にあった本院の敷地は、1945年（昭和20年）7月4日の高松空襲で全焼した香川県立高松商業学校（現・香川県立高松商業高等学校）跡であり、2014年（平成26年）2月21日まで使用された。その翌月に移転した新病院の敷地は、2005年3月に閉鎖された日本たばこ産業（JT）高松工場跡である。
- 1945年（昭和20年）10月 - 日本医療団高松病院として開院。
- 1948年（昭和23年）8月 - 香川県に移管し、香川県立中央病院となる。
- 1957年（昭和32年）7月 - 総合病院承認。
- 1965年（昭和40年）3月 - 救急病院指定。
- 1970年（昭和45年）3月 - 腎センター開設。
- 1971年（昭和46年）9月 - 北病棟完成。
- 1971年（昭和46年）10月 - 未熟児センター開設。
- 1979年（昭和54年）11月 - 南病棟完成。
- 1981年（昭和56年）1月 - 救命救急センター開所。
- 1996年（平成8年）5月 - エイズ診療拠点病院指定。
- 1996年（平成8年）11月 - 災害拠点病院（基幹災害医療センター）指定。
- 1997年（平成9年）6月 - 広域救護病院指定。
- 2004年（平成16年）6月 - 難病医療基幹協力病院指定。
- 2005年（平成17年）1月 - 地域がん診療拠点病院指定。
- 2014年（平成26年）2月21日 - 番町五丁目4番16号の旧病院での診療を終了。
- 2014年（平成26年）3月1日 - 朝日町一丁目の新病院に移転。

## 移転の経緯

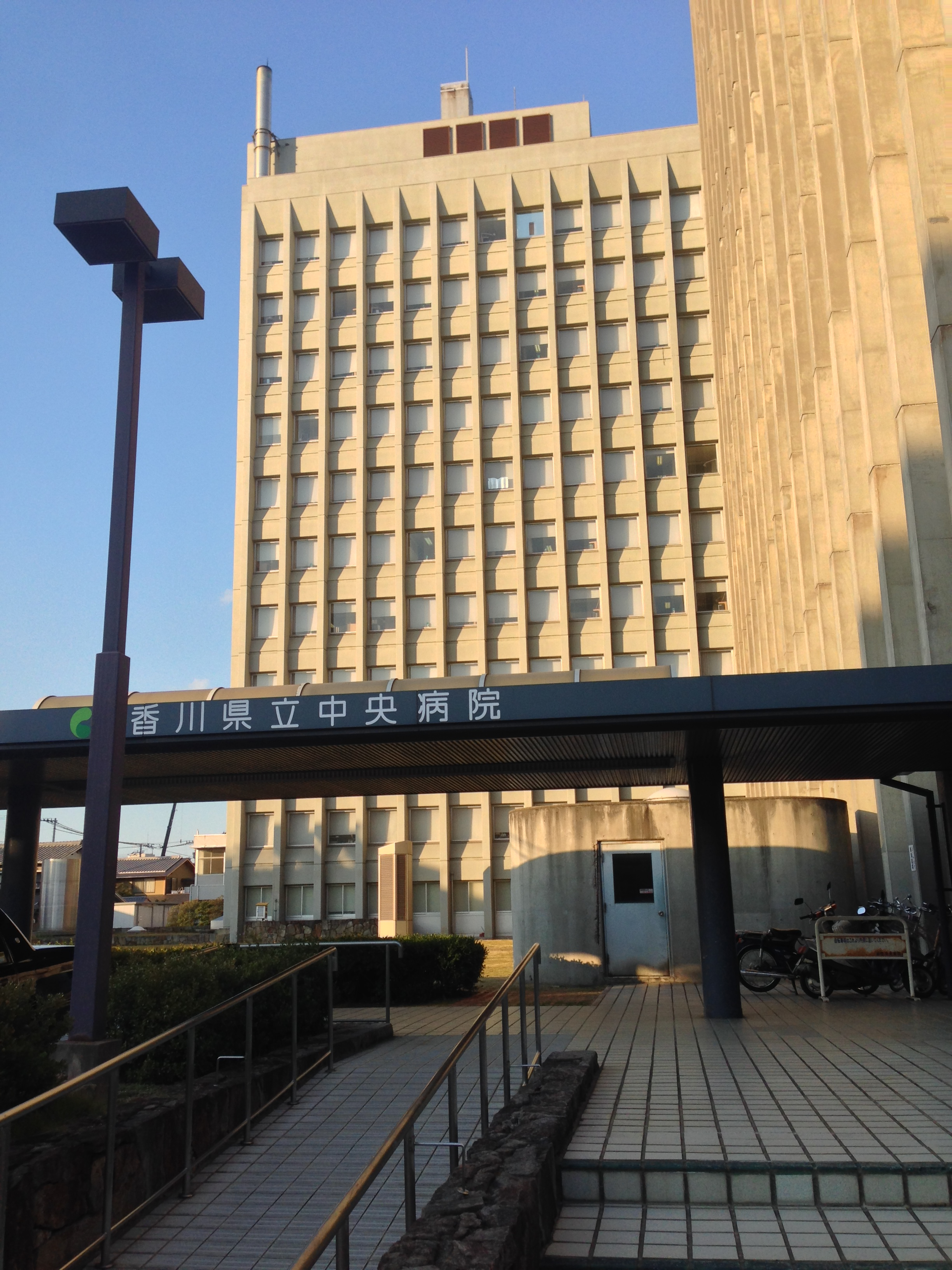
番町時代（正面玄関付近）

香川県は2000年代に入り、手狭で老朽化が著しかった当院の建て替えを計画し、現地大改修案・現地建て替え案・移転案などが検討された。2006年11月に真鍋武紀知事は「可能な限り高松市中心部」への移転新築の方針を表明した。移転候補地は朝日町の日本たばこ産業（JT）高松工場跡地、サンポート、林町の香川インテリジェントパーク、仏生山町の香川県農業試験場の4か所であったが、最終的に朝日町のJT跡地に決定した。その移転先は海沿いの埋め立て地に位置するため、津波・高潮による浸水や液状化等の災害対策が計画に盛り込まれた。立地条件に懸念を残したものの、2011年3月5日に起工式が行われた。しかし、そのわずか6日後に東日本大震災が発生。想定外の津波被害が発生したことにより、計画見直しを求める声が急激に高まった。そして6月10日、香川県は工事の一時中止を表明し、災害対策を再検証することとした。検討会議の結果、20億円の費用を伴った追加対策を行うことになり、10月6日から工事を再開し、11月9日から災害対策の工事を開始した。
完成時期について当初は「2013年度早期」を予定していたが、一連の工事中断や追加対策の影響により「2013年度後半」にずれ込む見込みとなった。
新病院の最終的な開院日は2014年3月1日となった（外来は3月4日から）。これにより旧病院での外来診察は同年2月21日をもって終了した。許可病床数は旧病院より100床少ない531床となっている。手術室は9室から12室に増やし、血管造影のできるハイブリッド手術室も備えた。ICUを8から10に増床したほか、HCUを新設している。
旧病院跡地については、2008年作成の「新香川県立中央病院基本計画」において売却を前提とした収支計画が立てられており、香川県知事の浜田恵造は2014年1月の定例会見で一般競争入札を実施する予定であると述べた。時期については病院建築解体の関係から2016年度と見込まれていた。2016年12月に閉会した香川県議会の11月定例会で、総工費16億円で2019年10月末までに建物を解体・撤去する議案が可決されたが、跡地利用は未定の状態である。
2017年に解体工事が着手され、同年11月の報道では公共施設に転用する部分（敷地の半分）の利用候補として、松島町の県高松合同庁舎や番町の県庁北館に入居する機関の移転先とすることが検討されている。浜田知事は2018年6月の県議会において「まずは公共による利用を検討している」としながらも市場調査により民間利用の可能性も探っていくことを答弁した。

## 不祥事

### 医療過誤
2008年8月、県外の20代男性患者が顎変形症の治療であごの骨を切る手術を受けたが、術後2日目の早朝に容態が急変。気道がふさがり、心肺停止となった。当直医らが救命措置を取っていたが、この時、院内の連絡不備によって蘇生専門麻酔医の到着が約3分遅れたため、男性は低酸素脳症で以後寝たきりの状態になった。2009年、病院は容体急変時の過失を認めて男性側に謝罪、2013年8月に和解が成立した。なお、病院側が支払った損害賠償は2億2250万円で、2億円を保険金で、残りを県の費用から充てた。

### 労働基準監督署からの是正勧告
2017年6月の勤務記録において、一ヶ月の時間外労働が100時間超えの医師が9人（最長は約200時間）もいるなどの労使協定（三六協定）違反をしていたとして、2018年1月に労働基準監督署から是正勧告を受けた。

## 指定・認定施設等
救命救急センター、救急告示病院、臨床研修指定病院（医科）、香川大学医学部関連教育病院、日本内科学会教育病院、日本消化器病学会認定施設、日本消化器内視鏡学会認定指導施設、日本肝臓学会認定医制度認定施設、日本糖尿病学会認定教育施設、日本循環器学会認定循環器専門医研修施設、日本外科学会専門医制度修練施設、日本消化器外科学会専門医修練施設、日本呼吸器外科学会専門医制度関連施設、日本胸部外科学会認定医指定施設、日本麻酔学会麻酔指導病院、日本集中治療医学会認定専門医研修施設、小児科専門医研修施設、日本整形外科学会認定研修施設、日本脳神経外科学会専門医訓練施設（A項施設）、日本泌尿器科学会専門医制度専門教育施設、日本産科婦人科学会認定医制度卒後研修指導施設、日本眼科学会専門医制度研修施設、日本耳鼻咽喉科学会認定専門医研修施設、日本皮膚科学会皮膚科研修施設、日本病理学会認定病院、日本臨床検査医学会認定病院、日本口腔外科学会認定研修機関、日本歯科放射線学会認定研修施設、日本乳癌学会認定研修施設、日本核医学会専門医教育病院、日本透析医学会認定施設、日本血液学会認定研修施設、日本放射線腫瘍学会認定施設、日本輸血細胞治療学会認定医制度指定施設、日本輸血細胞治療学会認定輸血看護師制度指定研修施設、日本神経学会教育関連施設、エイズ拠点病院、災害拠点病院（基幹災害医療センター）、広域救護病院、日本救急医学会認定医指定施設、日本外科学会外科専門医制度修練施設、へき地医療拠点病院、へき地医療支援機構、日本臨床細胞学会認定施設、呼吸器外科専門医認定機構認定修練施設（関連施設）、日本呼吸器学会認定施設、日本呼吸器内視鏡学会認定施設、日本形成外科学会認定施設、臨床研修指定病院（歯科）、心臓血管外科専門医認定修練施設、日本アレルギー学会認定教育施設、日本てんかん学会認定研修施設、日本病態栄養学会「栄養管理・NST実施施設」、日本静脈経腸栄養学会NST稼動施設、日本静脈経腸栄養学会NST専門療法士実地修練認定教育施設、難病医療基幹協力病院、地域がん診療連携拠点病院、日本脳卒中学会研修教育病院、日本超音波医学会認定超音波専門医研修施設、日本乳癌学会認定関連施設、日本大腸肛門病学会専門医修練施設、NST（栄養サポート）稼動施設、日本感染症学会研修施設、マンモグラフィ検診施設画像認定、日本周産期・新生児医学会周産期母体・胎児専門医補完研修施設、日本リウマチ学会教育施設、日本リハビリテーション医学会研修施設、日本がん治療認定医機構認定研修施設、日本産科婦人科学会専門医制度卒後研修指導施設、肝疾患診療連携拠点病院、日本肝胆膵外科学会高度技能医修練施設B、内分泌・甲状腺外科専門医制度認定施設、日本腎臓学会研修施設、日本プライマリ・ケア学会認定医研修施設

## 交通アクセス
- ことでんバス「県立中央病院」バス停下車
  - まちなかループバス・朝日町線

## 香川県立病院
香川県は病院事業として、下記の3病院を設置・運営し、公営企業管理局の管轄に置いている。
- 香川県立中央病院　/　高松市朝日町一丁目2番1号
- 香川県立丸亀病院　/　丸亀市土器町東九丁目291番地
- 香川県立白鳥病院　/　東かがわ市松原963番地

閉鎖された施設
- 香川県立白鳥病院附属津田診療所 / さぬき市津田町津田1673番地1

2009年3月31日閉院。翌日よりさぬき市に移管され、同市国民健康保険津田診療所となっている。
- 香川県立がん検診センター　/　高松市郷東町字新開587番地1

新中央病院への統合により、2014年1月31日閉院。建物は香川県教育センターが使用している。